# Fabrice Hennique
Pour les articles homonymes, voir Hennique.
Fabrice Hennique, né le 9 décembre 1970, est un trampoliniste français.
Il est médaillé d'or par équipes aux Championnats du monde de trampoline 1996, médaillé d'or en trampoline synchronisé avec Fabrice Schwertz aux Jeux mondiaux de 1993, médaillé d'argent par équipes aux Championnats du monde de trampoline 1992, Championnats d'Europe de trampoline 1993 et aux Championnats d'Europe de trampoline 1995 et médaillé de bronze par équipe aux Championnats du monde de trampoline 1994.